# Laugh About It
Laugh About It is een nummer van de Nederlandse band Racoon. Het is de derde single van hun derde studioalbum Another Day uit 2005. Op 17 november dat jaar werd het nummer op single uitgebracht.

## Achtergrond
Als opvolger van de hit "Love You More" werd ook "Laugh About It" een hit in Nederland. De  was in week 50 van 2005 de 653e Megahit op 3FM en werd een radiohit. De single behaalde  de 16e positie in zowel de publieke hitlijst Mega Top 50 op 3FM als de  Nederlandse Top 40 op Radio 538 en de 12e positie in de Single Top 100.

## Hitnoteringen

### Nederlandse Top 40
| Hitnotering: 10-12-2005 t/m 18-02-2006 | Hitnotering: 10-12-2005 t/m 18-02-2006 | Hitnotering: 10-12-2005 t/m 18-02-2006 | Hitnotering: 10-12-2005 t/m 18-02-2006 | Hitnotering: 10-12-2005 t/m 18-02-2006 | Hitnotering: 10-12-2005 t/m 18-02-2006 | Hitnotering: 10-12-2005 t/m 18-02-2006 | Hitnotering: 10-12-2005 t/m 18-02-2006 | Hitnotering: 10-12-2005 t/m 18-02-2006 | Hitnotering: 10-12-2005 t/m 18-02-2006 | Hitnotering: 10-12-2005 t/m 18-02-2006 | Hitnotering: 10-12-2005 t/m 18-02-2006 | Hitnotering: 10-12-2005 t/m 18-02-2006 |
| Week:                                  | 1                                      | 2                                      | 3                                      | 4                                      | 5                                      | 6                                      | 7                                      | 8                                      | 9                                      | 10                                     | 11                                     |                                        |
| -------------------------------------- | -------------------------------------- | -------------------------------------- | -------------------------------------- | -------------------------------------- | -------------------------------------- | -------------------------------------- | -------------------------------------- | -------------------------------------- | -------------------------------------- | -------------------------------------- | -------------------------------------- | -------------------------------------- |
| Positie:                               | 33                                     | 24                                     | 20                                     | 17                                     | 16                                     | 20                                     | 20                                     | 21                                     | 26                                     | 28                                     | 31                                     | uit                                    |

### NederlandseSingle Top 100
| Hitnotering: 26-11-2005 t/m 13-05-2006 | Hitnotering: 26-11-2005 t/m 13-05-2006 | Hitnotering: 26-11-2005 t/m 13-05-2006 | Hitnotering: 26-11-2005 t/m 13-05-2006 | Hitnotering: 26-11-2005 t/m 13-05-2006 | Hitnotering: 26-11-2005 t/m 13-05-2006 | Hitnotering: 26-11-2005 t/m 13-05-2006 | Hitnotering: 26-11-2005 t/m 13-05-2006 | Hitnotering: 26-11-2005 t/m 13-05-2006 | Hitnotering: 26-11-2005 t/m 13-05-2006 | Hitnotering: 26-11-2005 t/m 13-05-2006 | Hitnotering: 26-11-2005 t/m 13-05-2006 | Hitnotering: 26-11-2005 t/m 13-05-2006 | Hitnotering: 26-11-2005 t/m 13-05-2006 | Hitnotering: 26-11-2005 t/m 13-05-2006 | Hitnotering: 26-11-2005 t/m 13-05-2006 | Hitnotering: 26-11-2005 t/m 13-05-2006 | Hitnotering: 26-11-2005 t/m 13-05-2006 | Hitnotering: 26-11-2005 t/m 13-05-2006 | Hitnotering: 26-11-2005 t/m 13-05-2006 | Hitnotering: 26-11-2005 t/m 13-05-2006 | Hitnotering: 26-11-2005 t/m 13-05-2006 | Hitnotering: 26-11-2005 t/m 13-05-2006 | Hitnotering: 26-11-2005 t/m 13-05-2006 | Hitnotering: 26-11-2005 t/m 13-05-2006 | Hitnotering: 26-11-2005 t/m 13-05-2006 | Hitnotering: 26-11-2005 t/m 13-05-2006 |
| Week:                                  | 1                                      | 2                                      | 3                                      | 4                                      | 5                                      | 6                                      | 7                                      | 8                                      | 9                                      | 10                                     | 11                                     | 12                                     | 13                                     | 14                                     | 15                                     | 16                                     | 17                                     | 18                                     | 19                                     | 20                                     | 21                                     | 22                                     | 23                                     | 24                                     | 25                                     |                                        |
| -------------------------------------- | -------------------------------------- | -------------------------------------- | -------------------------------------- | -------------------------------------- | -------------------------------------- | -------------------------------------- | -------------------------------------- | -------------------------------------- | -------------------------------------- | -------------------------------------- | -------------------------------------- | -------------------------------------- | -------------------------------------- | -------------------------------------- | -------------------------------------- | -------------------------------------- | -------------------------------------- | -------------------------------------- | -------------------------------------- | -------------------------------------- | -------------------------------------- | -------------------------------------- | -------------------------------------- | -------------------------------------- | -------------------------------------- | -------------------------------------- |
| Positie:                               | 37                                     | 36                                     | 16                                     | 28                                     | 12                                     | 14                                     | 20                                     | 22                                     | 28                                     | 33                                     | 42                                     | 50                                     | 51                                     | 65                                     | 66                                     | 60                                     | 64                                     | 65                                     | 67                                     | 68                                     | 70                                     | 67                                     | 69                                     | 65                                     | 80                                     | uit                                    |

### NPO Radio 2 Top 2000
| Nummer met noteringen in de NPO Radio 2 Top 2000 | '09 | '10  | '11  | '12  | '13  | '14  | '15  |
| ------------------------------------------------ | --- | ---- | ---- | ---- | ---- | ---- | ---- |
| Laugh About It                                   | 833 | 1551 | 1395 | 1304 | 1355 | 1447 | 1898 |

1. ↑  Een vetgedrukt getal geeft de hoogste notering aan.
2. ↑  2009 was het eerste jaar met een notering voor dit nummer.
3. ↑  Deze tabel is bijgewerkt tot en met de laatste editie (2024).